# 藤井裕 (野球)
藤井 裕（ふじい ゆたか、1976年12月27日 - ）は、岡山県赤磐市出身の高校野球指導者、トレーナー。2021年より関西高等学校硬式野球部の監督を務める。

## 経歴
小学生時代は空手に取り組み、中学生になってから野球を始める。中学生時代はレギュラーを獲得できずも、関西高等学校では2年生でベンチ入りを果たす。3年生のときには主将と正捕手を務め、センバツに出場した。
岡山商科大学卒業後は渡米し、トレーナーの勉強を積む。帰国後の2003年6月より岡山市内で個人治療院を開業し、トレーナー事業を開始。母校・関西高等学校硬式野球部のトレーナーも務めた。2005年8月に市内の整骨院を経緯する株式会社ヴァーテブラを設立し、代表を務める。
2008年よりボランティアで関西高等学校硬式野球部のコーチに就任し、主にバッテリーの指導に当たる。2018年から同部の監督を務めていた浜田真吾が2021年春の大会をもって退任することをうけ、4月より後任の監督に就任した。同年12月、部員の自転車マナーを指導する中で反抗的な態度をとった部員1人に平手打ちを加えた。同高は体罰であると問題視し、県高野連に報告し、13日より自主的に藤井を謹慎させた。日本学生野球協会は2022年2月1日に1か月の謹慎処分を下し、処分は自主的な謹慎期間に遡って適用された。